# Fehér-Tisza
A Fehér-Tisza (ukránul: Біла Тиса [Bila Tisza], latinul: Tibiscus albus, németül: Weiße Theiß) folyó Kárpátalján, a Tisza bal oldali forrásága. Hossza 26 km, vízgyűjtő területe 489 km². Esése 10 ‰.
A Fehér-Tisza forrását (mely a bal forráság, a Sztohovec forrása) a szegedi székhelyű Geo-Environ Környezetvédő Egyesület  tagjai több évig kutatták, s 2000-ben felfedezték pontos helyét. Táblával látták el, és megtisztították a környékét.

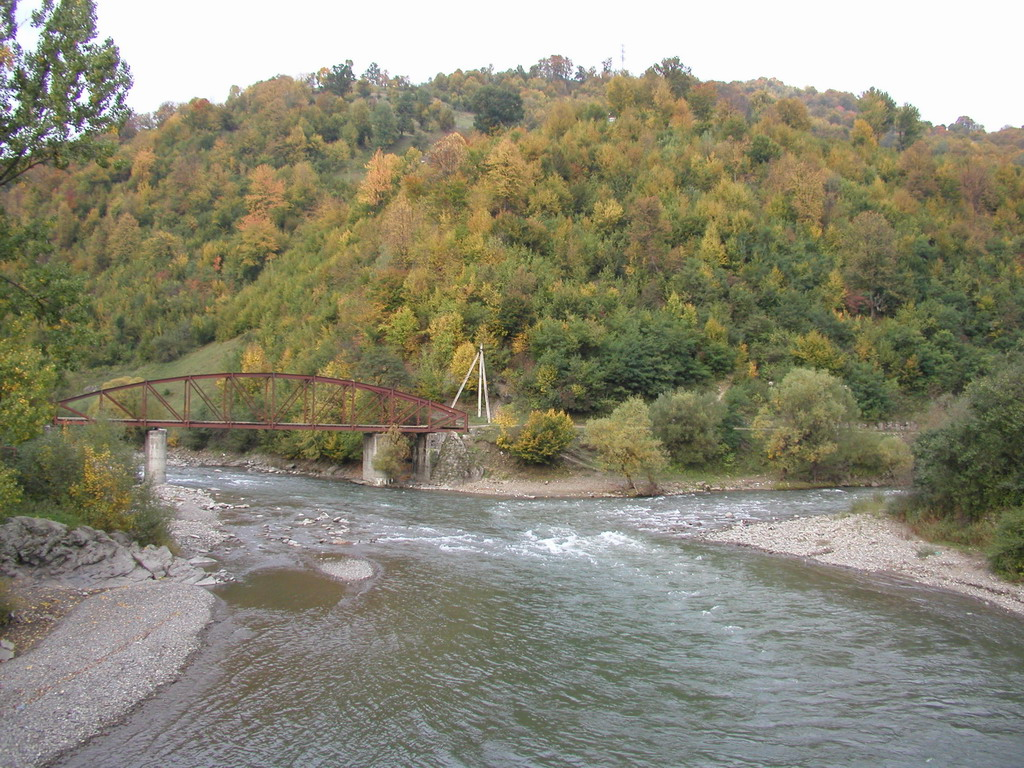
A Fekete- és a Fehér-Tisza összefolyása Rahó fölött

Rahótól kb. 1,5 km-re egyesül a Fekete-Tiszával.

## Települések a folyó mentén
- Láposmező (Луги)
- Bértelek (Бребоя)
- Tiszabogdány (Богдан)
- Vidráspatak (Видричка)
- Nyilas (Розтоки)

## Mellékvizek
Jelentősebb mellékvizei (zárójelben a torkolattól mért távolság):
- Ljasul (bal part)
- Breboja (bal part)
- Pavlik (jobb part, 5,1 km)
- Kvasznij (bal part, 9,2 km)
- Bogdán (jobb part, 11 km)
- Scsaul (bal part, 12 km)
- Hoverla (jobb part, 19 km)
- Sztohovec (bal forráság, bal part, 26 km)
- Velikij-Balcatul (jobb forráság, jobb part, 26 km)